# Rogatywka

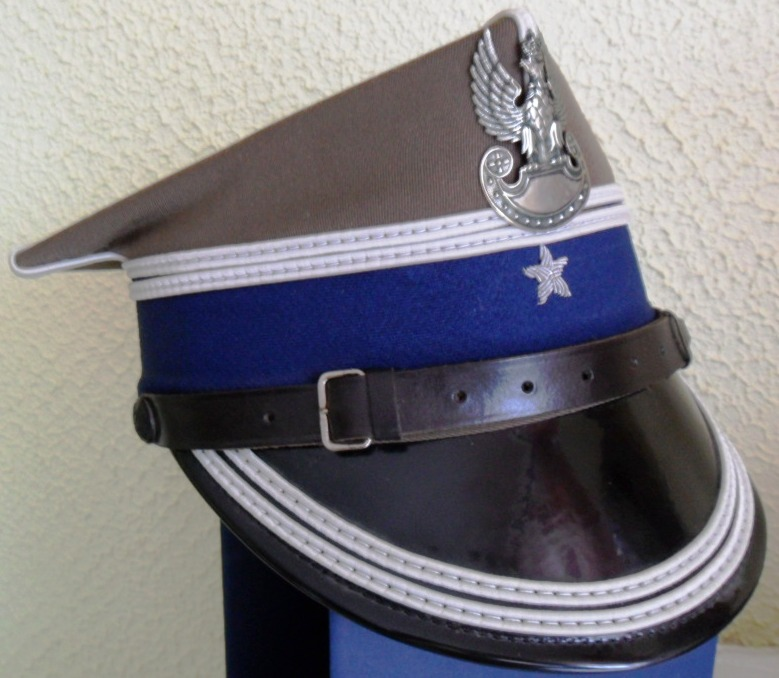
Rogatywka de las fuerzas mecanizadas.

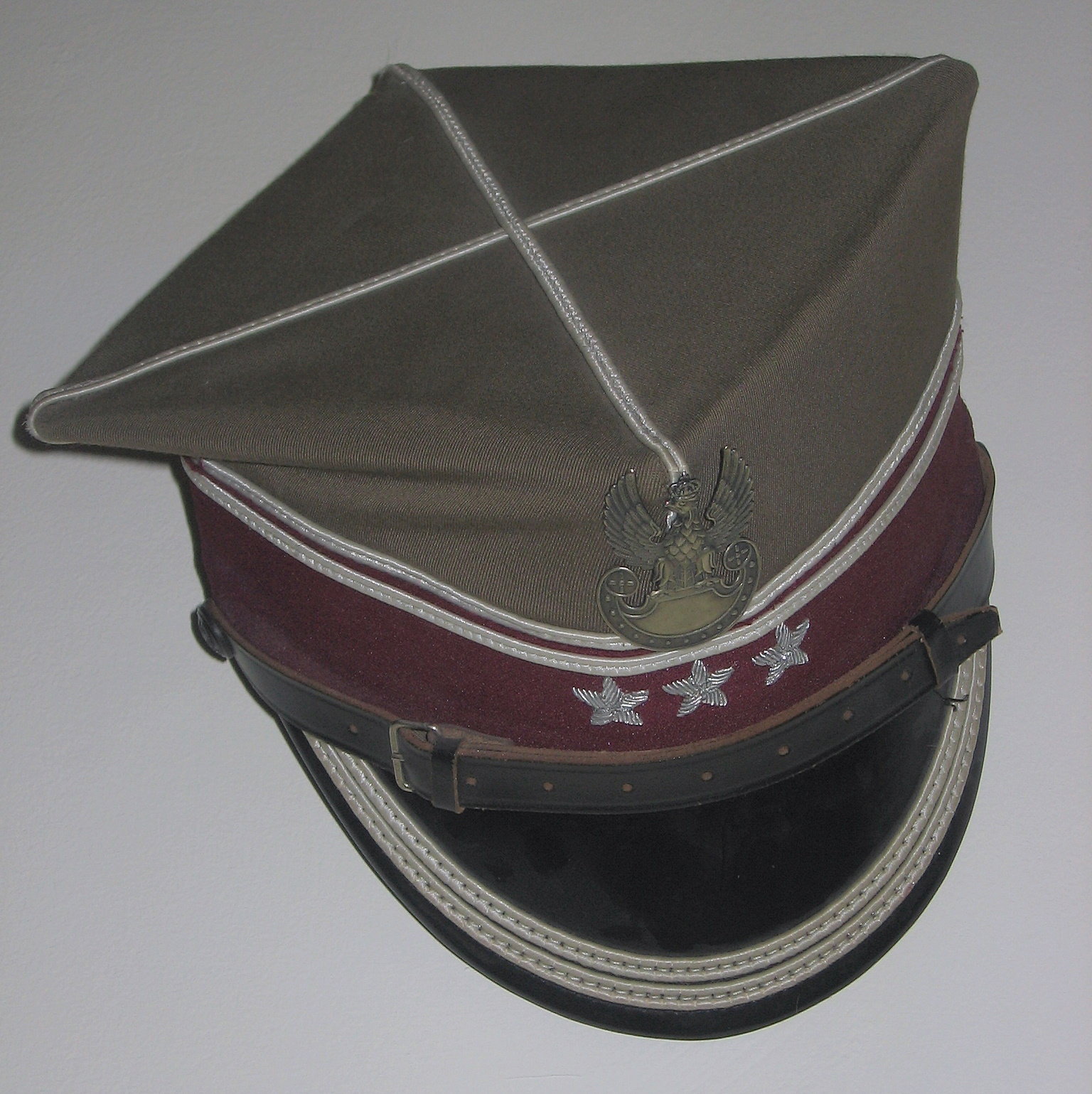
Rogatywka con el águila militar, el emblema de las fuerzas armadas polacas, y tres estrellas, la insignia del rango de un pułkownik (coronel).

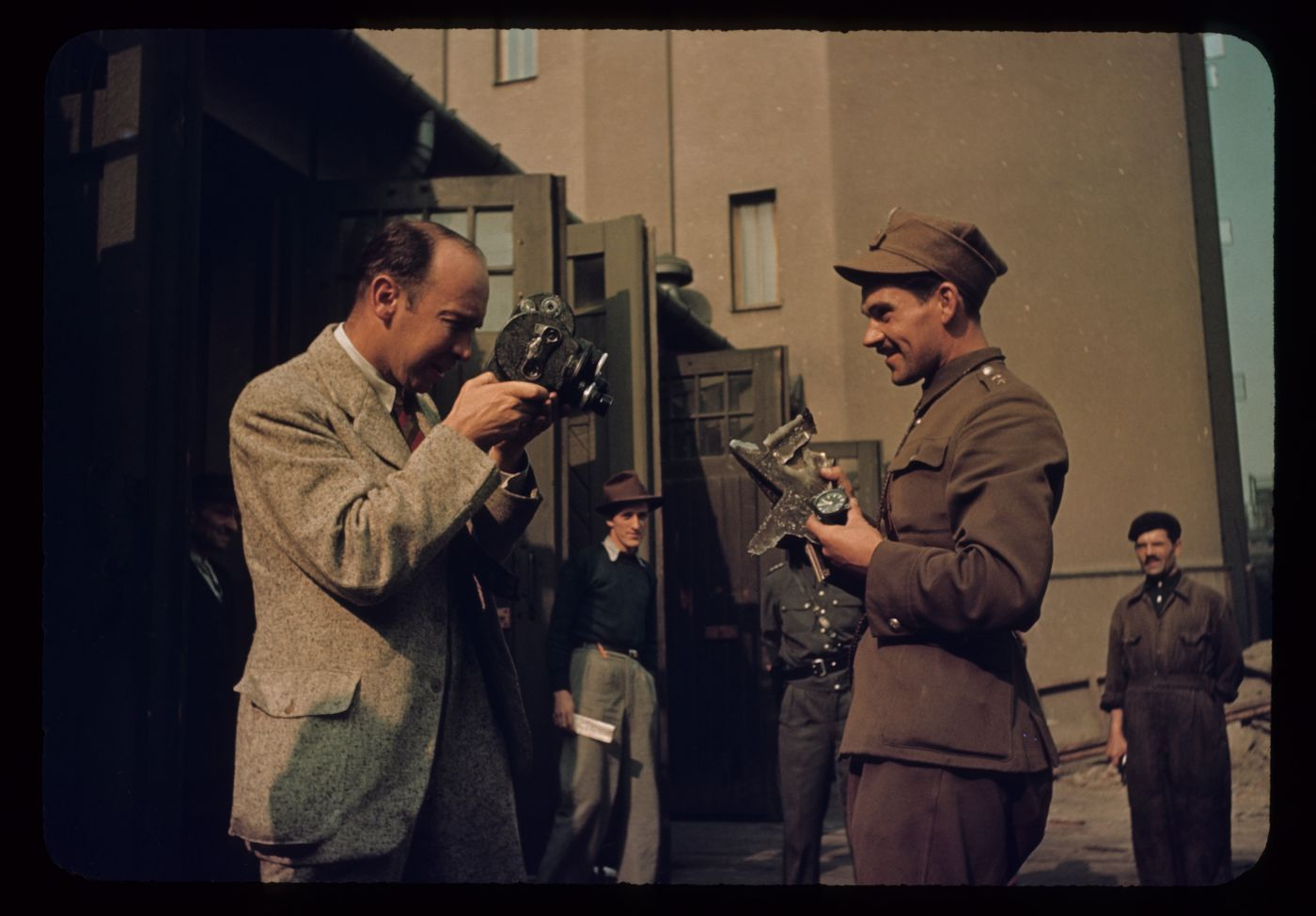
Soldado del ejército polaco con la rogatywka en 1939 durante la Campaña de Septiembre.

Rogatywka (a veces traducido como gorra de plato) es el nombre genérico en polaco para una gorra con visera de cuatro puntas utilizada por varias formaciones militares polacas a lo largo de los siglos. Es un pariente lejano de su predecesora del siglo XVIII, la konfederatka (llamada así por su uso por los miembros de la Confederación de Bar), aunque la caballería ligera ha utilizado gorras similares desde el siglo XIV. Consiste en una parte superior de cuatro puntas y un pico corto, generalmente hecho de cuero negro o marrón.
Aunque rogatywka (derivado de róg que significa «cuerno» o «esquina») en español parece significar lo mismo que chascá (czapka en polaco), la palabra czapka en polaco designa no sólo la rogatywka, sino todas las gorras (pero no los sombreros).

## Konfederatka
La konfederatka se basó en los sombreros de los trajes regionales tártaros de Lipka del siglo XVIII, ya que los regimientos de vanguardia del ejército lituano del Gran Ducado estaban fuertemente influenciados por la vestimenta tártara de Lipka, entre otros elementos.

## Uso
La rogatywka generalmente viene en dos variantes: la versión endurecida y la blanda. El modelo endurecido, basado en el Rogatywka Mk. 1935, de color verde oliva con visera negra, se utiliza en uniformes de gala completos y el color del borde marca el tipo de unidad (por ejemplo, azul marino–genérico, escarlata–policía militar, verde–artillería, etc.). No se usó durante la mayor parte de la era de la República Popular de Polonia, pero la Compañía de la Guardia de Honor lo reintrodujo como vestimenta ceremonial en 1983. La versión suave se utilizó antes de la Segunda Guerra Mundial y durante el período de la República Popular de Polonia como uniforme de guarnición; se retiró después de 1990.
Los soldados polacos decoran sus gorras con la versión de su servicio del águila militar polaca, en lugar de los emblemas de sus correspondientes unidades, como es habitual en otros ejércitos. La insignia militar del águila se basa en un diseño de principios del siglo XIX, que comprende un águila blanca modificada (del escudo de armas polaco) posada sobre un «escudo amazónico».
Las ramas del ejército se indican mediante las siguientes bandas de colores en la gorra:
- Azul marino: generales, tropas mecanizadas, Guardia Nacional de Honor
- Brown – oficiales de estado mayor
- Naranja: unidades dedicadas a honrar la historia, tropas blindadas, exploradores.
- Verde oscuro: fuerzas de cohetes, artillería, unidades antiaéreas.
- Azul cielo – aviación militar (helicópteros)
- Rojo – inteligencia
- Maroon – transporte
- Bronce – asuntos civiles
- Púrpura – cuerpo de intendencia, suministros y logística
- Bronce – artillería
- Negro – unidades de ingeniería, cuerpos químicos, servicio cartográfico, cadetes técnicos
- Plata – fuerzas especiales
- Aciano – Cuerpo de ayudantes generales, cuerpo de radio y comunicaciones
- Blanco – infantería
- Azul – paracaidistas
- Beige- reclutamiento y retención
- Cherry – servicio médico, cadetes médicos
- Salmón – servicios legales
- Malva – asuntos públicos
- Vara de oro – bandas militares
- Escarlata – policía militar
- Oro – contabilidad y finanzas
- Violeta – capellanes
- Amarillo: cuartel general de la 1.ª División Mecanizada de Varsovia, 1.ª División Blindada de Varsovia